# Доржпаламын Нармандах
Доржпаламын Нармандах (монг. Доржпаламын Нармандах, 18 декабря 1975, Дархан) — монгольский дзюдоист суперлёгкой весовой категории, выступал за сборную Монголии в середине 1990-х — начале 2000-х годов. Бронзовый призёр летних Олимпийских игр в Атланте, чемпион Азии, победитель многих турниров национального и международного значения.

## Биография
Доржпаламын Нармандах родился 18 декабря 1975 года в городе Дархане аймака Дархан-Уул.
Первого серьёзного успеха на взрослом международном уровне добился в 1993 году, когда попал в основной состав монгольской национальной сборной и побывал на чемпионате Азии в Макао, откуда привёз награду бронзового достоинства, выигранную в зачёте суперлёгкого веса. Два года спустя выступил на чемпионате мира в Тибе, где, тем не менее, попасть в число призёров не смог, на стадии 1/8 финала потерпел поражение от польского борца Петра Камровского. Ещё через год одержал победу на азиатском первенстве в Хошимине, победив всех своих соперников в суперлёгком весовом дивизионе.
Благодаря череде удачных выступлений Нармандах удостоился права защищать честь страны на летних Олимпийских играх 1996 года в Атланте — в первых трёх поединках взял верх над оппонентами, однако на стадии полуфиналов проиграл японцу Тадахиро Номуре, который в итоге и стал победителем Олимпиады в суперлёгком весе. При всём при том, в утешительном поединке за третье место одолел представителя Белоруссии Натика Багирова и завоевал тем самым бронзовую олимпийскую медаль.
В дальнейшем успешно выступал на этапах Кубка мира, хотя на чемпионате мира 1997 года в Париже выступил крайне неудачно, проиграв оба своих поединка. В 2000 году добавил в послужной список бронзовую медаль, полученную на чемпионате Азии в японской Осаке. Будучи одним из лидеров дзюдоистской команды Монголии, благополучно прошёл квалификацию на Олимпийские игры в Сиднее — на сей раз был остановлен во втором своём поединке уже на стадии 1/16 финала, проиграв корейцу Чон Бугёну, который в итоге стал серебряным призёром этой Олимпиады. В утешительном турнире, где разыгрывались бронзовые медали, встретился с чемпионом Европы из Грузии Нестором Хергиани и тоже проиграл ему.
После сиднейской Олимпиады Доржпаламын Нармандах ещё в течение некоторого времени оставался в основном составе монгольской национальной сборной и продолжал принимать участие в крупнейших международных турнирах. Так, в 2001 году он выиграл бронзовую медаль на домашнем чемпионате Азии в Улан-Баторе и отправился представлять страну на чемпионате мира в Мюнхене, где остановился на стадии 1/16 финала. Вскоре по окончании этих соревнований принял решение завершить карьеру профессионального спортсмена, уступив место в сборной молодым монгольским дзюдоистам.